# Ledy se lámou
Ledy se lámou (v anglickém originále Breaking the Ice) je epizoda seriálu Star Trek: Enterprise. Jde o osmý díl první řady pátého seriálu ze světa Star Treku.

## Děj
Enterprise objevila největší kometu, kterou kdy lidé objevili a rozhodli se ji prozkoumat. Proto byl na její povrch vyslán výsadek - Malcolm Reed s Travisem Mayweatherem.
Zároveň Enterprise kontaktovala blízko se nacházející vulkánskou loď Ti'Mur a její kapitán Vanik byl pozván na Enterprise. Kapitánovi Archerovi vadí, že Vulkánce potkávají na každém kroku, navíc tito ani nechtěli pomoci s výsadkem na kometu, ale chtějí lidi jen pozorovat. Večeře s Vanikem probíhala velice trapně a když se ho kapitán zeptal, jak dlouho je budou ještě špehovat, Vanik nařčení ze špionáže odmítl.
Navíc T'Pol dostala šifrovanou zprávu, kterou se sice podařilo rozšifrovat, ale když si ji Trip přečetl, zjistil, že se nejedná o nic nebezpečného, ale o velice osobní dopis. T'Pol měla opravdu problémy a když jí doktor poradil, aby se s nimi někomu svěřila, volila Tripa (už se jí s přečtením dopisu přiznal a T'Pol do toho nechtěla zatahovat víc lidí). Šlo tady o to, že T'Pol se musela vrátit domů, aby mohlo dojít ke svatbě, která byla ovšem domluvena jejími rodiči už za dětství. Svého budoucího manžela nemilovala, takže Trip jí naznačil, že je nesmysl, aby se vdávala z donucení, což nakonec T'Pol uznala a poslala zprávu na Vulkán.
Výsadek měl mezitím problémy, takže raketoplánu pomohli vulkánci dostat se z komety vlečným paprskem, kterým Enterprise nedisponovala. I přes tento incident zůstaly vztahy mezi Enterprise a Ti'Mur velice chladné.